# Suriquiña
Suriquiña ist eine Ortschaft im Departamento La Paz im Hochland des südamerikanischen Andenstaates Bolivien.

## Lage im Nahraum
Suriquiña ist die größte Ansiedlung des Kanton Villa Asunción Tuquia im Municipio Batallas in der Provinz Los Andes. Der Ort liegt auf einer Höhe von 3999 m zwölf Kilometer östlich vom südlichen Titicacasee und 25 Kilometer westlich der Cordillera Muñecas, die hier Gipfelhöhen von bis zu 6000 m erreicht.

## Geographie
Suriquiña liegt auf der bolivianischen Hochebene zwischen den Anden-Gebirgsketten der Cordillera Occidental im Westen und der Cordillera Central im Osten. Die Region weist ein ausgeprägtes Tageszeitenklima auf, bei dem die mittlere Temperaturschwankung im Tagesverlauf deutlicher ausfällt als im Verlauf der Jahreszeiten.
Die Jahresdurchschnittstemperatur der Region liegt bei 9 °C, die mittleren Monatswerte schwanken nur unwesentlich zwischen 6 °C im Juli und 10 °C im November und Dezember (siehe Klimadiagramm Batallas). Der Jahresniederschlag beträgt etwa 600 mm, die Monatsniederschläge liegen zwischen unter 15 mm in den Monaten Juni bis August und zwischen 100 und 120 mm von Dezember bis Februar.

## Verkehrsnetz
Suriquiña liegt in einer Entfernung von 65 Straßenkilometern nordwestlich von La Paz, der Hauptstadt des gleichnamigen Departamentos.
Von La Paz führt die Nationalstraße Ruta 2 über El Alto und Villa Vilaque in nordwestlicher Richtung bis Patamanta und Palcoco. Drei Kilometer hinter Palcoco zweigt eine unbefestigte Landstraße nach Norden ab und erreicht nach zwölf Kilometern Peñas. Von hier aus sind es noch einmal fünf Kilometer nach Nordosten auf einer unbefestigten Landstraße nach Tuquia und dann nach Südosten weitere fünf Kilometer bis nach Suriquiña.

## Bevölkerung
Die Einwohnerzahl der Ortschaft ist in dem Jahrzehnt zwischen den beiden letzten Volkszählungen leicht zurückgegangen:
| Jahr | Einwohner         | Quelle       |
| ---- | ----------------- | ------------ |
| 1992 | keine Detaildaten | Volkszählung |
| 2001 | 638               | Volkszählung |
| 2012 | 568               | Volkszählung |
| 2024 |                   | Volkszählung |

Die Region weist einen hohen Anteil an Aymara-Bevölkerung auf, im Municipio Batallas sprechen 93,9 Prozent der Bevölkerung Aymara.